# Miaolingiense
| Era Eratema | Periodo Sistema | Época Serie                  | Edad Piso                    | Inicio, en millones de años |
| ----------- | --------------- | ---------------------------- | ---------------------------- | --------------------------- |
| Paleozoico  | Pérmico         | Pérmico                      | Pérmico                      | 298,9±0,15                  |
| Paleozoico  | Carbonífero     | Carbonífero                  | Carbonífero                  | 358,86±0,19                 |
| Paleozoico  | Devónico        | Devónico                     | Devónico                     | 419,62±1,36                 |
| Paleozoico  | Silúrico        | Silúrico                     | Silúrico                     | 443,1±0,9                   |
| Paleozoico  | Ordovícico      | Ordovícico                   | Ordovícico                   | 486,8 ±1,5                  |
| Paleozoico  | Cámbrico        | Furongiense Furongiano       | Piso/Edad 10                 | 491,0                       |
| Paleozoico  | Cámbrico        | Furongiense Furongiano       | Jiangshaniense Jiangshaniano | 494,2                       |
| Paleozoico  | Cámbrico        | Furongiense Furongiano       | Paibiense Paibiano           | ~497                        |
| Paleozoico  | Cámbrico        | Miaolingiense Miaolingiano   | Guzhangiense Guzhangiano     | ~500,5                      |
| Paleozoico  | Cámbrico        | Miaolingiense Miaolingiano   | Drumiense Drumiano           | ~504,5                      |
| Paleozoico  | Cámbrico        | Miaolingiense Miaolingiano   | Wuliuense Wuliuano           | ~506,5                      |
| Paleozoico  | Cámbrico        | Serie/Época 2                | Piso/Edad 4                  | 514,5                       |
| Paleozoico  | Cámbrico        | Serie/Época 2                | Piso/Edad 3                  | ~521                        |
| Paleozoico  | Cámbrico        | Terreneuviense Terreneuviano | Piso/Edad 2                  | ~529                        |
| Paleozoico  | Cámbrico        | Terreneuviense Terreneuviano | Fortuniense Fortuniano       | 538,8±0,6                   |

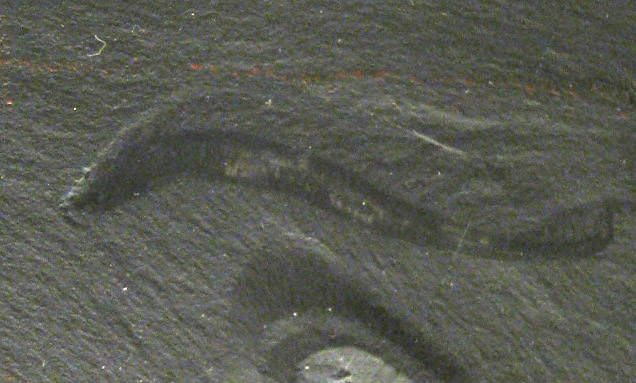
Fósil del género Pikaia expuesto en el Museo Nacional de Historia Natural, Washington, D.C.

El Miaolingiense o  Miaolingiano es la tercera serie y época del Cámbrico en la escala temporal geológica. Sucede a la Serie 2 del Cámbrico (aun sin nombre formal) y precede al Furongiense. Comienza hace unos 506 millones de años y finaliza hace unos 497 millones de años. Se divide en tres pisos/edades: Wuliuense, Drumiense y Guzhangiense.

## Nombre
El nombre procede de los montes Miaoling (苗嶺山脈), en el sudeste de Guizhou (China). El Miaolingiense también se ha conocido como «Serie 3 del Cámbrico», antes de su denominación formal, y por la antigua denominación de «Cámbrico Medio».

## Definición
El límite inferior del Miaolingiense coincide con el del piso Wuliuense. El marcador fósil es la primera aparición de la especie de trilobites Oryctocephalus indicus. El límite superior es la base del piso Paibiense, que se define como la primera aparición de Glyptagnostus reticulatus.
El Miaolingiense fue ratificado por la Unión Internacional de Ciencias Geológicas en 2018.